# Pottore
Pottore es una ciudad censal situada en el distrito de Thrissur en el estado de Kerala (India). Su población es de 7848 habitantes (2011). Se encuentra a 8 km de Thrissur y a 80 km de Cochín.

## Demografía
Según el censo de 2011 la población de Pottore era de 7848 habitantes, de los cuales 3837 eran hombres y 4011 eran mujeres. Pottore tiene una tasa media de alfabetización del 96,85%, superior a la media estatal del 94%: la alfabetización masculina es del 98,49%, y la alfabetización femenina del 95,29%.